# 石墨烯

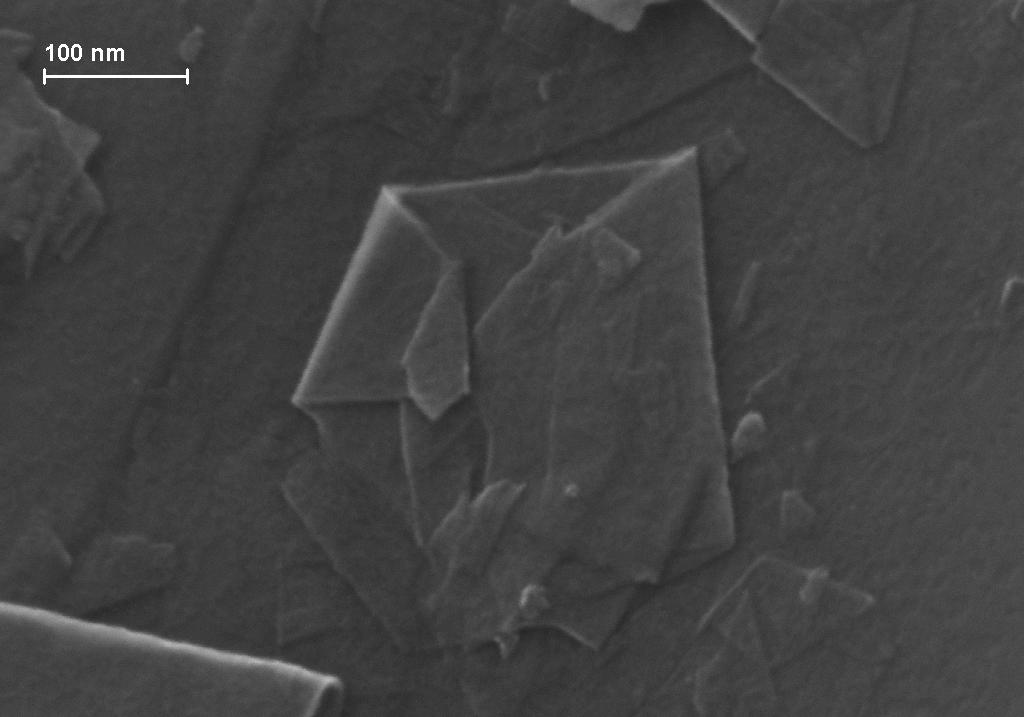
電子顯微鏡下石墨烯薄片

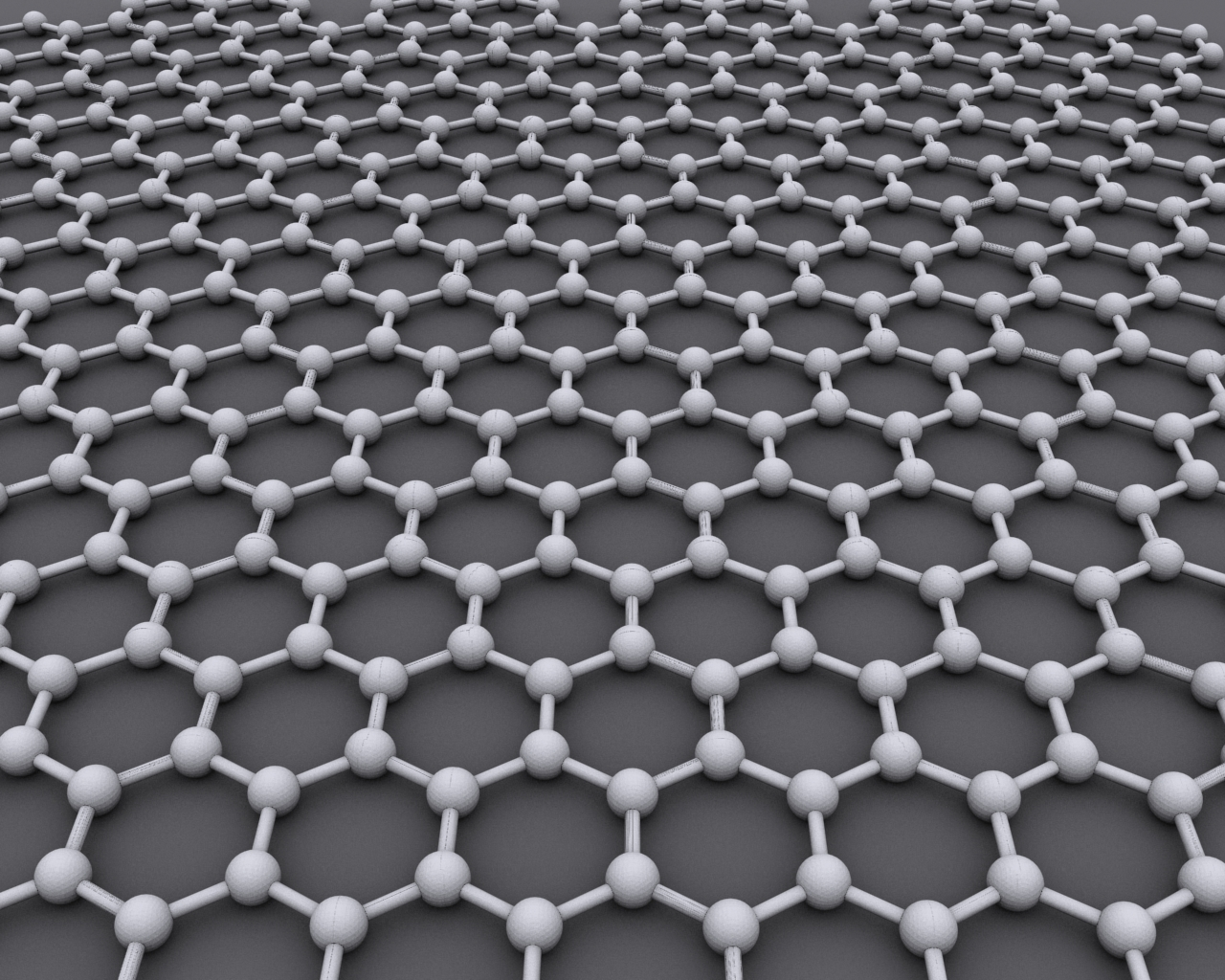
石墨烯由碳原子形成的原子尺寸蜂巢晶格結構。

石墨烯（graphene）又称單層石墨、碳单层，是由石墨剥层制造出几近透明的纯碳材料。石墨烯的碳原子以sp2杂化轨道組成六角型呈蜂巢晶格的平面薄膜，其厚度仅相当于1个碳原子的直径。石墨烯是導熱及導電性极佳的奈米材料，其電阻率（約10-6 Ω·cm）比銅或銀低，可用來發展出更薄、導電更快的新一代電子元件。
石墨烯以前被認為是假設性的結構，無法單獨穩定存在，直至2004年，英国曼彻斯特大学物理學家安德烈·海姆和康斯坦丁·諾沃肖洛夫，成功在實驗中從石墨中分離出石墨烯，而證實它可以單獨存在，兩人也因「在二维石墨烯材料的開創性實驗」，共同獲得2010年诺贝尔物理学奖。
石墨烯目前是世上最薄卻也是最堅硬的纳米材料，它幾乎是完全透明的，只吸收2.3%的光；導熱系數高達5,300 W/(m·K)，高於奈米碳管和金刚石，常溫下其電子遷移率超過15,000 cm2/(V·s)，又比纳米碳管或矽晶體（monocrystalline silicon）高，而電阻率只約10-6 Ω·cm，比銅或銀更低，為目前世上電阻率最小的材料。由於它的電阻率極低，電子的移动速度極快，因此被期待可用來發展出更薄、導電速度更快的新一代電子元件或電晶體。石墨烯實質上是一種透明、良好的導體，也適合用來製造透明觸控螢幕、光板，甚至是太陽能電池。
石墨烯另一個特性，是能夠在常溫下觀察到量子霍爾效應。

## 简介
在最近一次评论中给出的石墨烯定义是：
 石墨烯是一种平面单层紧密打包成一个二维（2D）蜂窝晶格的碳原子，并且是所有其他维度的石墨材料的基本构建模块。它可以被包装成零维（0D）的富勒烯，卷成了一维（1D）的纳米管或堆叠成三维（3D）的石墨。
石墨烯的碳原子排列与石墨的单原子层相同，是碳原子以sp2杂化轨道呈蜂巢晶格（honeycomb crystal lattice）排列构成的單層二维晶体。石墨烯可想像為由碳原子和其共價鍵所形成的原子网格。石墨烯的命名來自英文的graphite（石墨）+-ene（烯類結尾）。石墨烯被认为是平面多环芳香烃原子晶体。
石墨烯的结构非常稳定，碳碳键仅为1.42Å。石墨烯內部的碳原子之间的连接很柔韧，当施加外力於石墨烯时，碳原子面会弯曲变形，使得碳原子不必重新排列来适应外力，从而保持结构稳定。这种稳定的晶格结构使石墨烯具有优秀的导热性。另外，石墨烯中的电子在轨道中移动时，不会因晶格缺陷或引入外来原子而发生散射。由于原子间作用力十分强，在常温下，即使周围碳原子发生挤撞，石墨烯內部电子受到的干扰也非常小。
石墨烯是构成下列碳同素异形体的基本单元：石墨，木炭，碳纳米管和富勒烯。完美的石墨烯是二维的，它只包括六邊形（等角六边形）；如果有五邊形和七邊形存在，则会构成石墨烯的缺陷。12個五角形石墨烯会共同形成富勒烯。

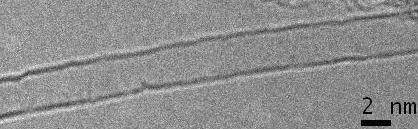
石墨烯捲成圆桶形碳纳米管

石墨烯捲成圆桶形可以用為碳纳米管；另外石墨烯还被做成弹道晶体管（ballistic transistor）并且吸引了大批科学家的兴趣。在2006年3月，佐治亚理工学院研究员宣布，他们成功地制造了石墨烯平面场效应晶体管，并观测到了量子干涉效应，并基于此結果，研究出以石墨烯为基材的电路。 
石墨烯的问世引起了全世界的研究热潮。它是已知材料中最薄的一种，質料非常牢固坚硬，在室温狀況，传递电子的速度比已知导体都快。石墨烯的原子尺寸结构非常特殊，必须用量子场论才能描绘。

## 發現歷史

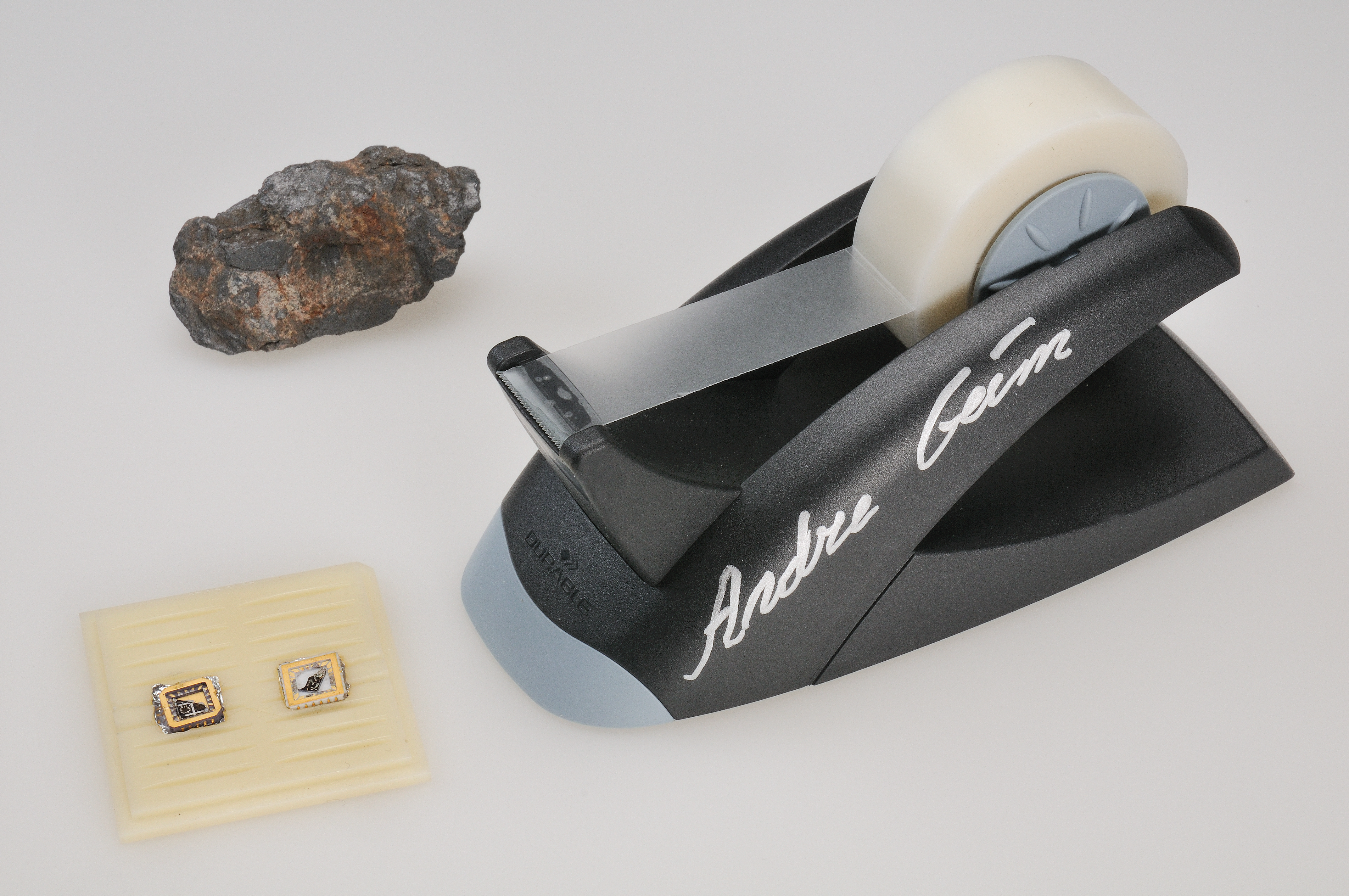
一块石墨,一个石墨烯晶体管和一个胶带。于2010年在斯德哥尔摩市被安德烈·海姆和康斯坦丁·諾沃肖洛夫捐赠给诺贝尔博物馆。

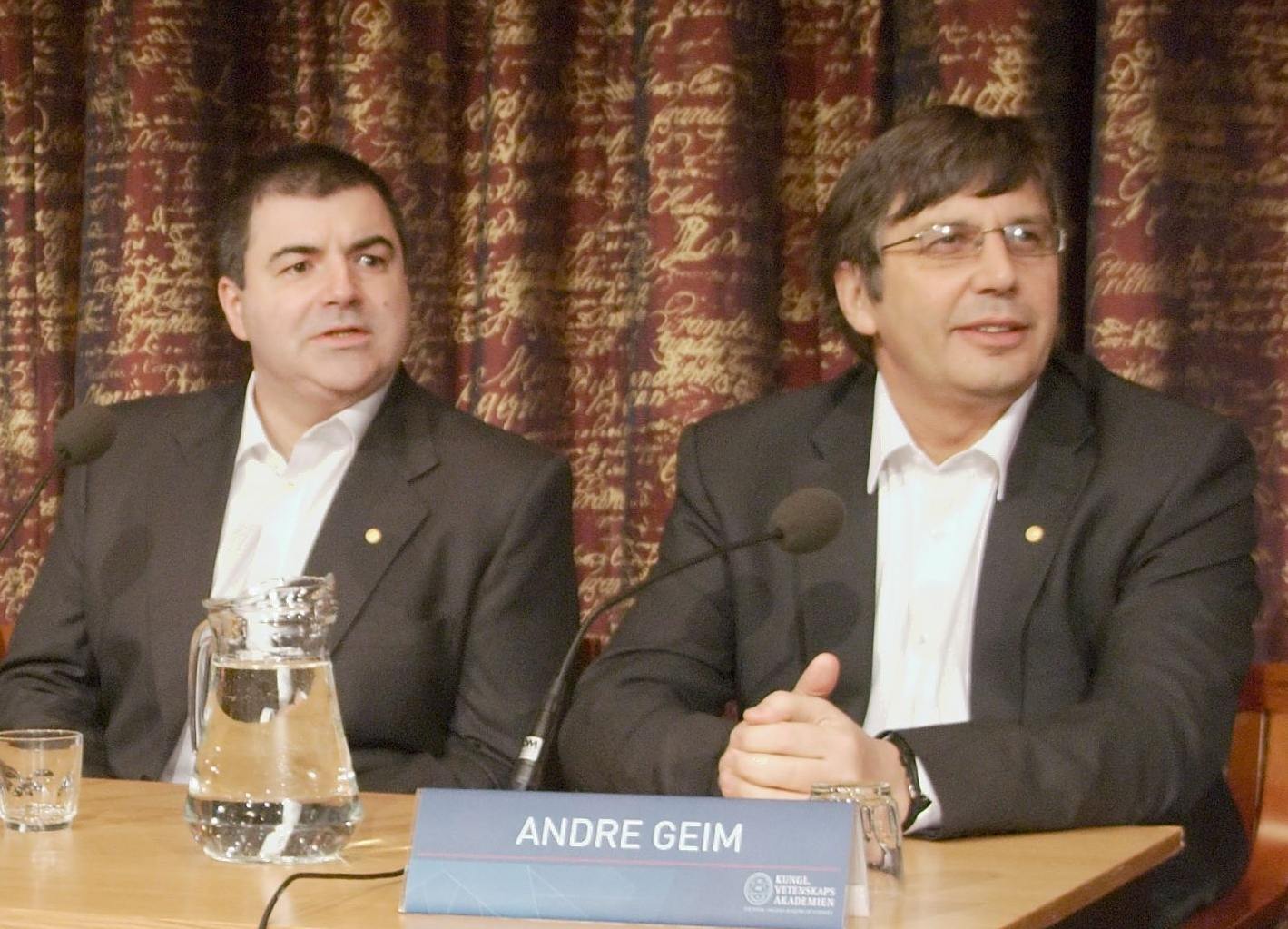
安德烈·海姆和康斯坦丁·諾沃肖洛夫于2010年获得诺贝尔奖

在本質上，石墨烯是分離出來的單原子層平面石墨。按照這說法，自從20世紀初，X射線晶體學的創立以來，科學家就已經開始接觸到石墨烯了。1918年，V. Kohlschütter和P. Haenni詳細地描述了石墨氧化物紙的性質（graphite oxide paper）。1948年，G. Ruess和F. Vogt發表了最早用透射電子顯微鏡拍攝的少層石墨（層數在3層至10層之間的石墨）圖像。
關於石墨烯的製造與發現，最初，科學家試著使用化學剝離法（chemical exfoliation method）來製造石墨烯。他們將大原子或大分子嵌入石墨，得到石墨層間化合物。在其三維結構中，每一層石墨可以被視為單層石墨烯。經過化學反應處理，除去嵌入的大原子或大分子後，會得到一堆石墨烯爛泥。由於難以分析與控制這堆爛泥的物理性質，科學家並沒有繼續這方面研究。還有一些科學家採用化學氣相沉積法，將石墨烯薄膜磊晶成長（epitaxial growth）於各種各樣基板（substrate），但初期品質並不優良。
於2004年，曼徹斯特大學和俄國切爾諾戈洛夫卡微電子工艺研究所（Institute for Microelectronics Technology）的兩組物理團隊共同合作，首先分離出單獨石墨烯平面。海姆和團隊成員偶然地发现了一种简单易行的制备石墨烯的新方法。他们将石墨片放置在塑料胶带中， 折叠胶带粘住石墨薄片的两侧，撕开胶带，薄片也随之一分为二。不断重复这一过程，就可以得到越来越薄的石墨薄片，而其中部分样品仅由一层碳原子构成——他们制得了石墨烯。当然，仅仅是制备是不够的。通常，石墨烯會隱藏於一大堆石墨殘渣，很難得會如理想一般地緊貼在基板上；所以要找到實驗數量的石墨烯，猶如東海撈鍼。甚至在範圍小到1 cm2的區域內，使用那時代的尖端科技，都無法找到。海姆的秘訣是，如果将石墨烯放置在镀有在一定厚度的氧化矽的矽片上。利用光波的干涉效应，就可以有效地使用光學显微镜找到这些石墨烯。這是一個非常精準的實驗；例如，假若氧化矽的厚度相差超過5%，不是正確數值300nm，而是315nm，就無法觀測到單層石墨烯。
近期，学者研究在各种不同材料基底上面的石墨烯的可见度和对比度，同时也提供一种简单易行可见度增强方法。另外，使用拉曼顯微學（Raman microscopy）的技術做初步辨認，也可以增加篩選效率。
於2005年，同樣曼徹斯特大學團隊與哥倫比亞大學的研究者證實石墨烯的準粒子是無質量迪拉克費米子。類似這樣的發現引起一股研究石墨烯的熱潮。從那時起，上百位才學兼優的研究者踏進這嶄新領域。
現在，眾所皆知，每當石墨被刮磨時，像用鉛筆畫線時，就會有微小石墨烯碎片被製成，同時也會產生一大堆殘渣。在2004/05年以前，沒有人注意到這些殘渣碎片有甚麼用處，因此，石墨烯的發現應該歸功於海姆團隊，他們為固體物理學發掘了一顆閃亮的新星。
在工業界，其實早在2002年10月，全球首篇關於石墨烯的專利就已經被美國華裔科學家張博增博士申報了，專利內容提到了石墨烯組成、生產工藝及應用技術。在這篇專利申報文章中，清楚地闡述了單原子層及多層石墨烯的製備過程。一般認為這是全球最早的關於單層石墨烯、石墨烯增強金屬基、樹脂基、碳基及陶瓷基複合材料的專利。

## 制备方法
2008年，由機械剝離法製備得到的石墨烯乃世界最貴的材料之一，人髮截面尺寸的微小樣品需要花費$1,000。漸漸地，隨著製備程序的規模化，成本降低很多。現在，公司能夠以噸為單位買賣石墨烯。換另一方面，生長於碳化矽表面上的石墨烯晶膜的價錢主要決定於基板成本，在2009年大約為$100/cm2。使用化學氣相沉積法，將碳原子沉積於鎳金屬基板，形成石墨烯，浸蝕去鎳金屬後，轉換沉積至其它種基板。這樣，可以更便宜地製備出尺寸達30英吋寬的石墨烯薄膜。。

### 撕胶带法/轻微摩擦法
最普通的是微机械分离法，直接将石墨烯薄片从较大的晶体上剪裁下来。2004年，海姆等用这种方法制备出了单层石墨烯，并可以在外界环境下稳定存在。典型制备方法是用另外一种材料膨化或者引入缺陷的热解石墨进行摩擦，体相石墨的表面会产生絮片状的晶体，在这些絮片状的晶体中含有单层的石墨烯。但缺点是此法利用摩擦石墨表面获得的薄片来筛选出单层的石墨烯薄片，其尺寸不易控制，无法可靠地制造长度足供应用的石墨薄片样本。
2016年， 中国科学家张锦英等发明了一种简单高效的绿色剥离技术， 通过 “球-微球”间柔和的滚动转移工艺实现了少层石墨（层数3.8±1.9）的规模化制备。

### 碳化硅表面外延生长
该法是通过加热单晶碳化矽脱除矽，在单晶（0001）面上分解出石墨烯片层。具体过程是：将经氧气或氢气刻蚀处理得到的样品在高真空下通过电子轰击加热，除去氧化物。用俄歇电子能谱确定表面的氧化物完全被移除后，将样品加热使之温度升高至1250~1450℃后恒温1min~20min，从而形成极薄的石墨层，经过几年的探索，克萊爾·伯格（Claire Berger）等人已经能可控地制备出单层或是多层石墨。在C-terminated表面比较容易得到高达100层的多层石墨。其厚度由加热温度决定，制备大面积具有单一厚度的石墨烯比较困难。

### 金属表面生长
取向附生法是利用生长基质原子结构“种”出石墨烯，首先让碳原子在1150℃下渗入钌，然后冷却，冷却到850℃后，之前吸收的大量碳原子就会浮到钌表面，镜片形状的单层的碳原子“孤岛”布满了整个基质表面，最终它们可长成完整的一层石墨烯。第一层覆盖80%后，第二层开始生长。底层的石墨烯会与钌产生强烈的交互作用，而第二层后就几乎与钌完全分离，只剩下弱电耦合，得到的单层石墨烯薄片表现令人满意。但采用这种方法生产的石墨烯薄片往往厚度不均匀，且石墨烯和基质之间的黏合会影响碳层的特性。另外彼得·瑟特（Peter Sutter）等使用的基质是稀有金属钌。

### 氧化减薄石墨片法
原理為使用強氧化劑，於石墨的層狀結構中間進行插層氧化，使層與層之間存在帶負電的氧化官能基，克服石墨層間的范德华力，並通過水分子的插層，大幅增加層間距離，使氧化石墨烯的剝離更容易。氧化石墨烯則可進一步通過使用還原劑，製備出石墨烯。
對石墨進行插層氧化的技術早於19世紀經已存在。其先驅者包括Brodie、Staudenmaier和Hummers。2007年，由Stankovich率先將Hummers氧化法投入剝離技術，生成接近2nm厚度、具穩定性的石墨片。
石墨烯也可以通过加热氧化的办法一层一层的减薄石墨片，从而得到单、双层石墨烯
。

### 肼还原法
將氧化石墨紙置入純肼(Hydrazine, N2H4)溶液（一種氫原子與氮原子的化合物），這溶液會使氧化石墨烯紙還原為單層石墨烯。

### 乙氧鈉裂解
一份於2008年發表的論文，描述了一種程序，能夠製造達到公克數量的石墨烯。首先用鈉金屬還原乙醇，然後將得到的乙醇鹽（ethoxide）產物裂解，經過水沖洗除去鈉鹽，得到黏在一起的石墨烯，再用溫和聲波振動（sonication）振散，即可製成公克數量的純石墨烯。

### 切割碳納米管法
切割碳納米管也是製造石墨烯帶的正在試驗中的方法。其中一種方法用過錳酸鉀和硫酸切開在溶液中的多層壁碳納米管（Multi-walled carbon nanotubes）。另外一種方法使用等离子体刻蚀（plasma etching）一部分嵌入於聚合物的納米管。

### 石墨的声波处理法
这方法包含分散在合适的液体介质中的石墨，然后被超声波处理。通过离心分离，非膨胀石墨最终从石墨烯中被分离。这种方法是由Hernandez等人首次提出，他得到的石墨烯浓度达到了0.01 mg/ml在N-甲基吡咯烷酮（N-methylpyrrolidone, NMP）。然后，该方法主要是被多个研究小组改善。特别是，它得到了在意大利的阿尔贝托·马里亚尼（Alberto Mariani）小组的极大改善。马里亚尼等人达到在NMP中的浓度为2.1mg/ml（在该溶剂中是最高的）。同一小组发表的最高的石墨烯的浓度是在已报告的迄今在任何液体中的和通过任意的方法得到的。一个例子是使用合适的离子化液体作为分散介质用于石墨剥离；在此培养基中获得了非常高的浓度为5.33mg/ml。

## 重要性质

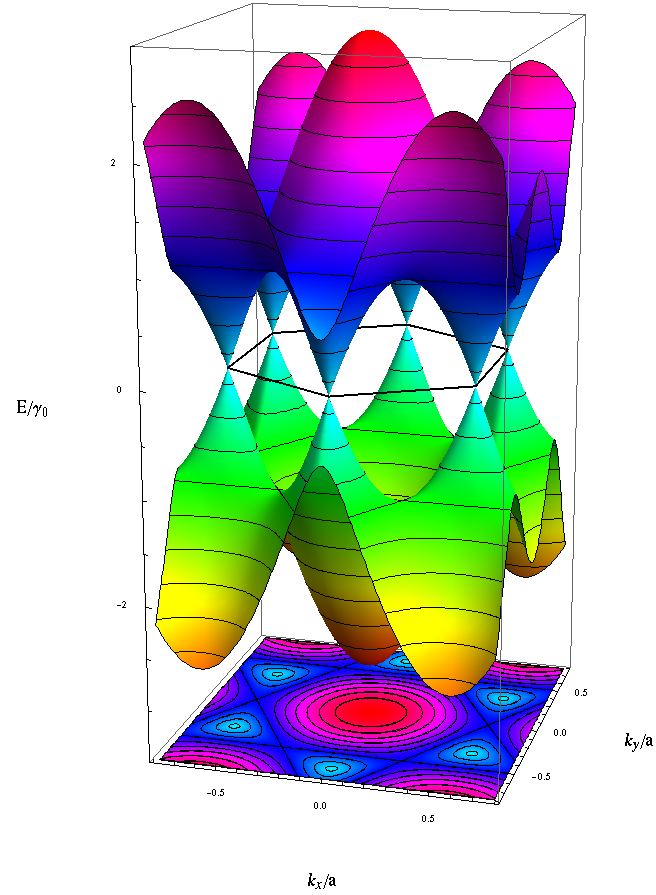
石墨烯的能带结构。

在发现石墨烯以前，绝大多数物理学家认为，热力学涨落不允许任何二维晶体在有限温度下存在。所以，它的发现立即震撼了凝聚体物理学學術界。虽然理论和实验界都认为完美的二维结构无法在非绝对零度稳定存在，但是单层石墨烯在实验中被制备出来。这些可能归结于石墨烯在纳米级别上的微观皺紋。
石墨烯还表现出了异常的整数量子霍尔效应。其霍尔电导=2e²/h,6e²/h,10e²/h....为量子电导的奇数倍，且可以在室温下观测到。这个行为已被科学家解释为“电子在石墨烯裡遵守相对论量子力学，没有静质量”。
2007年，先后三篇文章声称在石墨烯的p-n或p-n-p結構中观察到了分数量子霍尔效应行为。物理理论家已经解释了这一现象。2009年，美国两个实验小组分别在石墨烯中观测到了填充数为1/3的分数量子霍尔效应 。日前，海姆教授对于石墨烯研究进展和未来展望撰写了文章。

### 原子結構
懸掛於金屬網柵上方，隔離的單層石墨烯平片，可以用穿透式電子顯微鏡觀測。顯示出的石墨烯平片皺紋，其波幅大約為一奈米。這些皺紋可能是內稟的，因為二維晶體不穩定性而產生的現象；也可能是外來的，源自於所有穿透式電子顯微鏡圖像裡，都可以觀察得到的無所不在的污塵。隔離的單層石墨烯貼附在氧化矽基板上方，其原子解析度的真實空間圖像，可以用掃描隧道顯微鏡觀測得到。經過光刻術處理後的石墨烯會被光阻劑渣滓覆蓋，必須清洗除去這些渣滓，才能得到原子解析度圖像。這些渣滓可能是穿透式電子顯微鏡所觀測到的吸附物，可能是造成皺紋的因素。貼附在氧化矽表面上的石墨烯所顯示出的皺紋，是因為石墨烯會遵照氧化矽表面的樣式，所以不是內稟效應。

### 電子性質
石墨烯的性質與大多數常見的三維物質不同，純石墨烯是一種半金屬或零能隙半導體。
理解石墨烯的電子結構是研究其能帶結構的起始點。參閱前面能帶結構圖，科學家很早就察覺，對於低能量電子，在二維的六角形布里渊區的六個轉角附近，能量-動量關係是線性關係：
{\displaystyle E=\hbar v_{F}k=\hbar v_{F}{\sqrt {k_{x}^{2}+k_{y}^{2}}}\,\!};
其中，{\displaystyle E\,\!}是能量，{\displaystyle \hbar \,\!}是約化普朗克常數，{\displaystyle v_{F}\approx 10^{6}\,\!}是費米速度，{\displaystyle k_{x}\,\!}與{\displaystyle k_{y}\,\!}分別為波向量的x-軸分量與y-軸分量。
這引至電子和電洞的有效質量都等於零。因為這線性色散關係，電子和電洞在這六點附近的物理行為，好似由狄拉克方程式描述的相對論性自旋1/2粒子。所以，石墨烯的電子和電洞都被稱為狄拉克費米子，布里渊區的六個轉角被稱為「狄拉克點」，又稱為「中性點」。在這位置，能量等於零，載子從電洞變為電子，從電子變為電洞。

#### 石墨烯纳米带的电子性质
虽然二维方向延展的石墨烯是零能隙半導體，但如果按照特定樣式切割，形成石墨烯纳米带后,晶格在某些方向不再是周期性的，电子受到束缚，其表现出金属性还是半导体性取决于其构型。
锯齿型（Zig-zag型）石墨烯永远是金属性的。而扶手椅形(armchair型)石墨烯的能带可能是半导体也可能是金属，取决于纳米带的宽度。

#### 電子傳輸
電子傳輸測量結果顯示，在室溫狀況，石墨烯具有驚人的高電子遷移率，其數值超過15,000 cm2V−1s−1。從測量得到的電導數據的對稱性顯示，電洞和電子的遷移率應該相等。在10 K和100 K之間，遷移率與溫度幾乎無關，可能是受限於石墨烯內部的缺陷所引發的散射。在室溫和載子密度為1012 cm−2時，石墨烯的聲子散射體造成的散射，將遷移率上限約束為200,000 cm2V−1s−1。與這數值對應的電阻率為10−8 Ω·m，稍小於銀的電阻率1.59 ×10−8 Ω·m。在室溫，電阻率最低的物質是銀。所以，石墨烯是很優良的導體。對於緊貼在氧化矽基板上面的石墨烯而言，與石墨烯自己的聲子所造成的散射相比，氧化矽的聲子所造成的散射效應比較大，這約束遷移率上限為40,000 cm2 V−1s−1。
雖然在狄拉克點附近，載子密度為零，石墨烯展示出最小電導率的存在，大約為{\displaystyle 4e^{2}/h\,\!}數量級。造成最小電導率的原因仍舊不清楚。但是，石墨烯片的皺紋或在SiO2基板內部的離子化雜質，可能會引使局域載子群集，因而容許電傳導。有些理論建議最小電導率應該為{\displaystyle 4e^{2}/\pi h\,\!}。但是，大多數實驗測量結果為{\displaystyle 4e^{2}/h\,\!}數量級，而且與雜質濃度有關。
在石墨烯內嵌入化學摻雜物可能會對載子遷移率產生影響，做實驗可以偵測出影響程度。有一組實驗者將各種各樣的氣體分子（有些是施體有些是受體）摻入石墨烯，他們發覺，甚至當化學摻雜物濃度超過1012 cm−2時，載子遷移率並沒有任何改變。另一組實驗者將鉀摻入處於超高真空（ultra high vacuum）、低溫的石墨烯，他們發現鉀離子的物理行為與理論相符合，遷移率會降低20倍。假若，將石墨烯加熱，除去鉀摻雜物，則遷移率降低效應是可逆的。
由於石墨烯的二維性質，科學家認為電荷分數化（低維物質的單獨準粒子的表觀電荷小於單位量子）會發生於石墨烯。因此，石墨烯可能是製造量子計算機所需要的任意子元件的合適材料。
目前在扭雙層石墨烯能觀察到極低溫超導性質。2018年3月僅21歲的中國物理學生曹原在《自然》期刊上以第一作者發表兩篇論文，內容是試驗發現兩層石墨烯以1.1度的偏轉夾角疊起來時實現了1.7K溫度下的超導，此種超導方式雖然離高溫超導甚遠，但重大價值在於向揭開超導原理的成因邁出一大步，一種絕緣體或不良導體透過參雜與變換突然變成超導體，是眾多當前熱門銅氧系超導材料的特性，所以石墨這種本質上如此常見的物質僅僅是薄化成了石墨烯再用特定方式堆疊就出現超導特性，大大減少了推理解決超導之謎的參數複雜度，此發現的重大線索特性讓自然雜誌在論文刊出3天後撰寫了一篇編輯評論《驚人的石墨烯發現與解開超導秘密》，認為這種思維路徑很可能指引一條道路最終解開超導之謎，從而能用推演設計法製造出一種地球環境的常溫超導體。羅伯特·勞夫林(1998年諾貝爾物理獎得主)發表文章認為這給出了「一個令人目眩的暗示」也許超導體成因沒有想像中複雜，終有一天能輕易用一套物理計算法算出怎樣的物質在怎樣情境下能超導，那時瞬間就能推理設計出常溫超導體，大幅改變科技進程。

### 光學性質
根據理論推導，懸浮中的石墨烯會吸收{\displaystyle \pi \alpha \approx 2.3\%\,\!}的白光；其中{\displaystyle \alpha \,\!}是精細結構常數。一個單原子層物質不應該有這麼高的不透明度（opacity），單層石墨烯的獨特電子性質造成了這令人驚異的高不透明度。更令人詫異的是，這不透明度只與精細結構常數{\displaystyle \alpha \,\!}有關，而精細結構常數通常只出現於量子電動力學，很少會在材料科學領域找到它。由於單層石墨烯不尋常的低能量電子結構，在狄拉克點，電子和電洞的圓錐形能帶（conical band）會相遇，因而產生高不透明度結果。實驗證實這結果正確無誤，石墨烯的不透明度為  {\displaystyle 2.3\pm 0.1\%\,\!}，與光波波長無關。但是，由於準確度不夠高，這方法不能用來決定精細結構常數的度量衡標準。
近來，有實驗示範，在室溫，通過施加電壓於一個雙閘極雙層石墨烯場效電晶體，石墨烯的能隙可以從0 eV調整至0.25 eV（大約5微米波長）。通過施加外磁場，石墨烯奈米帶的光學響應也可以調整至太赫茲頻域。

#### 飽和吸收
當輸入的光波強度超過閾值時，這獨特的吸收性質會開始變得飽和。這種非線性光學行為稱為可飽和吸收（saturable absorption），閾值稱為飽和流暢性（saturable fluency）。給予強烈的可見光或近紅外線激發，因為石墨烯的整體光波吸收和零能隙性質，石墨烯很容易就可以變得飽和。石墨烯可以用於光纤激光器（fiber laser）的鎖模（mode locking）運作。用石墨烯製備成的可飽和吸收器能夠達成全頻帶鎖模。由於這特殊性質，在超快光子學裏，石墨烯有很廣泛的應用空間。

#### 非线性克爾效应
在更密集的激光照射下，除了众所周知的可飽和吸收效应之外，石墨烯也可以具备由于光学非线性克爾效应的非线性相移。

### 自旋傳輸
科學家認為石墨烯會是理想的自旋電子學材料，因為其自旋-軌道作用很小，而且碳元素幾乎沒有核磁矩（nuclear magnetic moment）。使用非局域磁阻效應，可以測量出，在室溫狀況，自旋注入於石墨烯薄膜的可靠性很高，並且觀測到自旋相干長度超過1微米。使用電閘，可以控制自旋電流的極性。

### 反常量子霍爾效應
量子霍爾效應只發生於二維導體。這效應促成了一種新度量衡標準，稱為電阻率量子（resistivity quantum）{\displaystyle h/e^{2}\,\!}；其中，{\displaystyle e\,\!}是單位電量，{\displaystyle h\,\!}是普朗克常數。垂直於外磁場的載流導線，其橫向電導率會呈現量子化值。稱這橫向電導率為霍爾電導率（Hall conductivity），以方程式表示為
{\displaystyle \sigma _{xy}=Ne^{2}/h\,\!}；
其中，{\displaystyle N\,\!}是整數。
{\displaystyle N\,\!}稱為蘭道能級指標（Landau level index），通常這霍爾電導率現象只能在非常低溫（3K），非常高磁場，從非常乾淨的Si或GaAs固體觀測出來，
處於外磁場中時，石墨烯的電導率會展現出反常量子霍爾效應{\displaystyle \sigma _{xy}=4(N+1/2)e^{2}/h\,\!}，其階梯序列與原本的階梯序列相差{\displaystyle 1/2\,\!}，還添增了由雙重峽谷和雙重自旋簡併產生的乘法因子{\displaystyle 4\,\!}。這值得注意的異常現象，在室溫就可以測量出來。主要原因是，在石墨烯內部的零質量迪拉克費米子具有很高的迴旋能隙{\displaystyle \hbar \omega _{c}\,\!}。這些迪拉克費米子的能級為{\displaystyle E_{N}=v_{F}{\sqrt {2e\hbar BN}}\,\!}；其中，{\displaystyle v_{F}\,\!}是費米速度，{\displaystyle B\,\!}是磁場。假設磁場為{\displaystyle B=45T\,\!}，費米能處於基態{\displaystyle N=0\,\!}與第一激發態{\displaystyle N=\pm 1\,\!}之間，則能隙為{\displaystyle \Delta E\approx 2800K\,\!}，大約為室溫熱能的10倍。

### 石墨烯氧化物
通过對石墨烯進行氧化及化工处理，然后使他们漂浮在水中，石墨烯會剥落並形成有強力鍵的单层。这些被稱為石墨烯氧化物（graphene oxide）的层状材料被测量到具有32 GPa的拉伸模数。

### 化学改性
可以在实验室中通过化学改性的石墨制备的石墨烯的可溶性片段

### 热性能
石墨烯的导热性能优于碳纳米管。普通碳纳米管的导热系数可达3500W/mK，各种金属中导热系数相对较高的有银、铜、金、铝，而单层石墨烯的导热系数可达5300W/mK。优异的导热性能使得石墨烯有望作为未来超大规模纳米集成电路的散热材料。

### 机械性能
在2009年，石墨烯是人类已知测量过的强度最高的物质。它的强度比钢铁还要高200倍，具有1 TPA（150,000,000 psi）时的拉伸模量（刚度）。

## 潜在的应用

### 单分子气体偵测
石墨烯独特的二维结构使它在传感器领域具有光明的应用前景。巨大的表面积使它对周围的环境非常敏感。即使是一个气体分子吸附或释放都可以检测到。这检测目前可以分为直接检测和间接检测。通过穿透式電子顯微鏡可以直接观测到单原子的吸附和释放过程。通过测量霍尔效应方法可以间接检测单原子的吸附和释放过程。當一個氣體分子被吸附於石墨烯表面時，吸附位置會發生電阻的局域變化。當然，這種效應也會發生於別種物質，但石墨烯具有高電導率和低雜訊的優良品質，能夠偵測這微小的電阻變化。

### 光能飛行器
中國南开大学2015年6月中在《自然》期刊下屬的自然光學期刊發布了一則研究報告，陳永勝教授其團隊發現一種特殊三維構型的石墨烯塊，在室溫且真空無阻力下被光線照射時居然會被推進移動，其效應是巨觀的而非微觀，半公分立方大小的實驗體被光線照射後前進了數公分距離，其原理還是謎，推測可能是該種構型石墨烯在受光後瞬間會產生大電子流，其非常適合用於太空領域的太陽帆，計算得知約50平方公尺的石墨烯帆能讓5公斤的酬載物在20分鐘加速到第一宇宙速度。

### 石墨烯納米帶
為了要賦予單層石墨烯某種電性（比如制造晶体管），會按照特定樣式切割石墨烯，形成石墨烯纳米带。切開的邊緣形狀可以分為鋸齒形和扶手椅形。採用緊束縛近似模型做出的計算，預測鋸齒形具有金屬鍵性質（如右图所示），又預測扶手椅形具有金屬鍵性質或半導體性質；到底是哪種性質，要依寬度而定。。可是，近來根據密度泛函理論計算得到的結果，顯示出扶手椅形具有半導體性質，其能隙與納米帶帶寬成反比（如右图所示）。實驗結果確實地展示出，隨著納米帶帶寬減小，能隙會增大。但是，直至2008年2月，尚沒有任何測量能隙的實驗試著辨識精確邊緣結構。
石墨烯納米帶的結構具有高電導率、高熱導率、低雜訊，這些優良品質促使石墨烯納米帶成為積體電路互連材料的另一種選擇，有可能替代銅金屬。有些研究者試著用石墨烯納米帶來製成量子點，他們在納米帶的某些特定位置改變寬度，形成量子禁閉（quantum confinement）。
石墨烯納米帶的低维結構具有非常重要的光电性能：粒子數反轉和寬帶光增益。這些優良品質促使石墨烯納米帶放在微腔或纳米腔体中形成激光器和放大器。 
根据2012年10月的一份研究表明有些研究者試著用石墨烯納米帶应用于光通信系统，发展石墨烯納米帶激光器。

### 集成电路
石墨烯具备作为优秀的集成电路电子器件的理想性质。石墨烯具有高的载子迁移率（carrier mobility），以及低噪声，允许它被用作在场效应晶体管的通道。问题是单层的石墨烯制造困难，更难作出适当的基板。
根据2010年1月的一份报告中，对SiC外延生长石墨烯的数量和质量适合大规模生产的集成电路(積體電路)。在高温下，在这些样品中的量子霍尔效应可以被测量。另请参阅IBM在2010年的工作的晶体管一节中，速度快的晶体管'处理器'制造了2-英寸（51-）的石墨烯薄片。
2011年6月，IBM的研究人员宣布，他们已经成功地创造第一个石墨烯为基础的集成电路(積體電路)-宽带无线混频器。电路处理频率高达10 GHz，其性能在高达127℃的温度下不受影响。

### 石墨烯晶体管
2005年，Geim研究组与Kim研究组发现，室温下石墨烯具有10倍于商用硅片的高载流子迁移率（约10 am /V·s），并且受温度和掺杂效应的影响很小，表现出室温亚微米尺度的弹道传输特性（300 K下可达0.3 m），这是石墨烯作为纳电子器件最突出的优势，使电子工程领域极具吸引力的室温弹道场效应管成为可能。较大的费米速度和低接触电阻则有助于进一步减小器件开关时间，超高频率的操作响应特性是石墨烯基电子器件的另一显著优势。在现代技术下，石墨烯纳米线可以证明一般能够取代硅作为半导体。

### 透明导电电极
石墨烯良好的电导性能和透光性能，使它在透明电导电极方面有非常好的应用前景。触摸屏、液晶显示、有机光伏电池、有机发光二极管等等，都需要良好的透明电导电极材料。特别是，石墨烯的机械强度和柔韧性都比常用材料氧化銦錫优良。由於氧化銦錫脆度較高，比较容易損毀。在溶液內的石墨烯薄膜可以沉積於大面積區域。
通过化学气相沉积法，可以制成大面积、连续的、透明、高电导率的少层石墨烯薄膜，主要用於光伏器件的阳极，并得到高达1.71%能量转换效率；与用氧化銦錫材料制成的元件相比，大约为其能量转换效率的55.2%。

### 导热材料/热界面材料
2011年，美国佐治亚理工学院学者首先报道了垂直排列官能化多层石墨烯三维立体结构在热界面材料中的应用及其超高等效热导率和超低界面热阻。

### 场发射源及其真空电子器件
早在2002年，垂直于基底表面的石墨烯纳米墙就被成功制备出来。它被看作是非常优良场致发射电子源材料。  最近关于单片石墨烯的电场致电子发射效应也见诸报道。

### 超級電容器
由於石墨烯具有特高的表面面積對質量比例，石墨烯可以用於超級電容器的導電電極。科學家認為這種超級電容器的儲存能量密度會大於現有的電容器。

### 海水淡化
研究表明，石墨烯过滤器可能大幅度的胜过其他的海水淡化技术。由于石墨烯是一个平面结构，所以它具有很大的面积体积比，这使得石墨烯拥有很大的吸附能力，有些杂质就可以吸附到石墨烯的表面。

### 太阳能电池
南加州大学維特比工程學院的实验室报告高度透明的石墨烯薄膜的化学气相沉积法在2008年的大规模生产。在这个过程中，研究人员创建超薄的石墨烯片，方法是在甲烷气体中的镍板上，由首先沉积的碳原子形成石墨烯薄膜的形式。然后，他们在石墨烯层之上铺一层热塑性保护层，并且在酸浴中溶解掉下面的镍。在最后的步骤中，他们把塑料保护的石墨烯附着到一个非常灵活的聚合物片材，它可以被纳入一个有机太阳能电池（石墨烯光伏电池）。石墨烯/聚合物片材已被生产，大小范围在150平方厘米，和可以用来生产灵活的有机太阳能电池。这可能最终有可能运行能覆盖广泛的地区的廉价太阳能电池，就像报纸印刷机的印刷报纸一样（卷到卷, （roll-to-roll））。
2010年，李新明和朱宏偉等人首次将石墨烯与硅结合构建了一种新型的太阳能电池。在这种简易的石墨烯/硅模型中，石墨烯不仅可以作为透明导电薄膜，还可以在与硅的界面处分离光生载流子。这种可以与传统硅材料结合的结构，为推动基于石墨烯的光伏器件开辟了新的研究方向。

### 石墨烯生物器件
由於石墨烯的可修改化學功能、大接觸面積、原子尺寸厚度、分子閘極結構等等特色，應用於細菌偵測與診斷器件，石墨烯是個很優良的選擇。
科學家希望能夠發展出一種快速與便宜的快速電子DNA定序科技。它們認為石墨烯是一種具有這潛能的材料。基本而言，他們想要用石墨烯製成一個尺寸大約為DNA寬度的奈米洞，讓DNA分子遊過這奈米洞。由於DNA的四個鹼基（A、C、G、T）會對於石墨烯的電導率有不同的影響，只要測量DNA分子通過時產生的微小電壓差異，就可以知道到底是哪一個鹼基正在遊過奈米洞。這樣，就可以達成目的。

### 抗菌物質
中國科學院上海分院的科學家發現石墨烯氧化物對於抑制大腸桿菌的生長超級有效，而且不會傷害到人體細胞。假若石墨烯氧化物對其他細菌也具有抗菌性，則可能找到一系列新的應用，像自動除去氣味的鞋子，或保存食品新鮮的包裝。

### 石墨烯感光元件
一群來自新加坡專精於石墨烯材質研究的科學家們，現在研發出將石墨烯應用於相機感光元件的最新技術，可望徹底顛覆未來的數位感光元件技術發展。
新加坡南洋理工大學學者，研發出了一個以石墨烯作為感光元件材質的新型感光元件，可望透過其特殊結構，讓感光元件感光能力比起傳統CMOS或CCD要好上1,000倍，而且損耗的能源也僅需原本的1/10。這個感度幾乎提升到爆表的最新感光元件技術，根據資料，實際上還真的厲害到超出人眼可視的中紅外線範圍。與許多新的感光元件技術相同，這項技術初期將率先被應用在監視器與衛星影像領域之中。但研究也指出，此技術終將應用在一般的數位相機 / 攝影機之上，假若真的進入消費領域以石墨烯打造的最新感光元件，還可能製造成本壓到現今的1/5低。

### 抗癌治療
氧化石墨烯，石墨烯的衍生化合物，被認為可以應用在癌症的治療上。其原理是氧化石墨烯能夠辨識癌細胞與正常細胞電子密度的不同，進而附著在癌幹細胞上，使其能被標靶藥物所作用，達到抑止腫瘤遠端轉移的效果。這突破性的發現，能夠補足傳統化學治療和放射治療只能殺死分化後癌細胞的缺點，預期能達成更高的治療反應率與病患存活率。目前該團隊經實驗證明氧化石墨烯能夠抑制6種癌症（乳癌、胰臟癌、腦癌、肺癌、卵巢癌、攝護腺癌）之腫瘤球（tumour sphere）形成，因而能抑止其擴散。當前氧化石墨烯尚在研究階段，期待將來經過層層臨床試驗後，能夠為現今抗癌治療帶來一線曙光。

## 参看
- 芳香性
- 富勒烯
- 多环芳香烃
- 碳纳米管
- 石墨烯奈米帶
- 硅烯